# جلال‌الدین حقانی
جلال‌الدین حقانی (زاده ۱۹۳۹ – درگذشته ۲۰۱۴) جنگ‌سالار افغان و از فرماندهان طالبان بود که رهبری شبکهٔ حقّانی را بر عهده داشت. از حقانی به عنوان دومین شخصیت مهم طالبان پس از ملا عمر یاد می‌شد و گفته می‌شود مبتکر تاکتیک بمب‌گذاری‌های (استشهادی یا انتحاری) ا در افغانستان بوده است. پایگاه شبکه تحت رهبری او در مناطق مرزی پاکستان و افغانستان است. شبکه حقانی شامل گروهی از پیکارجویان اسلام‌گرای مخالف حضور نیروهای خارجی در افغانستان می‌شود که با ارتش افغانستان، ارتش پاکستان و نیروهای بین‌المللی مستقر در افغانستان می‌جنگند و ارتباط نزدیکی با القاعده دارند.

## زندگی
حقانی در حدود سال ۱۹۳۹ میلادی در ولایت پکتیا در خانواده‌ای از شاخه زدران پشتون های غلجایی به دنیا آمد. در دوران حکومت داوود خان به پاکستان رفت و با آغاز قیام مجاهدین افغان علیه حکومت افغانستان تحت امر مولوی یونس خالص درآمده و به عنوان یکی از فرماندهان حزب اسلامی افغانستان - شاخه خالص در جنگ با شوروی شرکت داشت.
حقانی در دوران جهاد با شوروی با سرویس‌های اطلاعاتی پاکستان، عربستان و آمریکا در ارتباط بود. از نظر آنها حقانی یک جنگجوی بسیار شجاع، کارآمد و سرسخت بود و در نتیجه سهم قابل توجهی از کمک‌های آنها به مجاهدین شامل میلیون‌ها دلار کمک نقدی و تجهیزات نظامی، به او رسید. حقانی رابطه نزدیکی نیز با مجاهدین عرب داشته و حامی آنها در افغانستان بود. وی در همین دوران با اسامه بن لادن آشنا شده و ارتباط نزدیکی با او پیدا کرد. وقتی که القاعده در تابستان ۱۹۸۸ تأسیس شد، نخستین پایگاه‌های آن در منطقه تحت کنترل حقانی و با نظارت شخصی او احداث شد. نخستین شهری که پس از خروج نیروهای شوروی از افغانستان در دولت نجیب‌الله به تصرف مجاهدین درآمد، شهر خوست بود که حقانی در سال ۱۳۷۰ آن را با کمک گسترده پاکستانی‌ها فتح کرد.
با به قدرت رسیدن طالبان او نیز جذب آنها شد و در دوران حکومت طالبان نیز به عنوان وزیر روابط قبایلی و وزیر کشور در دولت اسلامی افغانستان انجام وظیفه می‌کرد هرچند جزو هسته اصلی رهبران طالبان محسوب نمی‌شد، به همین جهت سازمان اطلاعات نظامی پاکستان و سیا پس از حادثه ۱۱ سپتامبر تلاش ناموفقی کردند تا او را از طالبان جدا کنند. وی در دوران پس از سقوط طالبان به جنگ با متحدان سابق خود یعنی پاکستانی‌ها و آمریکایی‌ها روی آورده است. حقانی منطقه وزیرستان شمالی را پایگاه اصلی خود ساخته و از مهم‌ترین طراحان حملات طالبان علیه نیروهای خارجی مستقر در افغانستان محسوب می‌شد.
حقانی دارای دو همسر افغان و عرب بود. گفته می‌شود همسر عرب او در امارات زندگی می‌کند. سراج‌الدین حقانی پسرش نیز در کنار وی در جنگ علیه دولت افغانستان فعال است و گفته می‌شود از رهبران اصلی طالبان پاکستان در نبردهایشان با ارتش پاکستان است.

## مرگ
دو روز پس از تأیید خبر مرگ محمد عمر، شبکه بی‌بی‌سی از قول یک منبع موثق اعلام کرد که جلال‌الدین حقانی، بنیانگذار و رهبر شبکه حقانی حدود یک سال پیش به دلیل بیماری درگذشته و در یکی از ولایت‌های افغانستان به خاک سپرده شده است.